# Нидерланды на зимних Олимпийских играх 1994
Нидерланды принимали участие в Зимних Олимпийских играх 1994 года в Лиллехамере (Норвегия) в пятнадцатый раз за свою историю, и завоевали одну серебряную и три бронзовые медали.

## 02!Серебро
- Конькобежный спорт, мужчины, 1 500 метров — Ринтье Ритсма.

## 03!Бронза
- Конькобежный спорт, женщины, 1 500 метров — Фалько Зандстра.
- Конькобежный спорт, мужчины, 5 000 метров — Ринтье Ритсма.
- Конькобежный спорт, женщины, 10 000 метров — Барт Велдкамп.

## Состав олимпийской сборной Нидерландов

### Конькобежный спорт
Спортсменов —
Женщины
| Соревнование | Спортсмены      | Результат | Место |
| ------------ | --------------- | --------- | ----- |
| 500 метров   | Кристине Афтинк | 41,01     | 19    |
| 1000 метров  | Кристине Афтинк | 1:22,16   | 20    |

#### Шорт-трек
Женщины
| Соревнование | Спортсмены                                                                     | Результат | Место |
| ------------ | ------------------------------------------------------------------------------ | --------- | ----- |
| 500 метров   | Анке-Жани Ландман, Пенелопа ди Лелла                                           | 47.090    | 24    |
| 1000 метров  | Анке-Жани Ландман, Пенелопа ди Лелла                                           | 1:32.939  | 9     |
| Эстафета     | Анке-Жани Ландман, Пенелопа ди Лелла, Присцилла Эрнст, Эсмеральда Оссендрейвер | 4:26.592  | 6     |